# 王金剛
王 金剛（おう こんごう、1984年5月12日 - ）は、中国遼寧省大連市出身の元男子バレーボール選手。
ポジションはセッター。Vプレミアリーグの東レ・アローズに所属していた。

## 来歴
中学2年の時にサッカーを始めたが、ゴールキーパーをやるのが嫌で走るのも苦手だったためバレーボールに転向。中国では中学2年生で身長192cmは小柄だったことから、ポジションがセッターになった。
高校入学で中国から来日し、高岡第一高校を経て東海大学へ進学。大学ではインカレ優勝に貢献しセッター賞を受賞した。大学在学中の2007年に東レ・アローズの内定選手となるも、外国人選手登録は1名というVリーグ機構の規定により登録外入部となった。
2009年につくばユナイテッドSun GAIAへ移籍。2010年に東レへ戻った。
帰化申請し、2011年に日本国籍を取得した。日本国籍取得により、2014年度全日本男子バレーボールチーム登録メンバー入りした。
2014年12月10日、東京都品川区東五反田のパチンコ店で、男性会社員がパチンコ台に置き忘れた、現金約15万円入りの財布を置き引きしたとして、窃盗の疑いで警視庁大崎署に逮捕された。王は財布から1万円札14枚を抜き取り、忘れ物として店の従業員に届け出ていたが、防犯カメラの映像で犯行が発覚した。取り調べに対し容疑を認めているという。東レは不祥事に対する処分を発表し、無期限活動停止処分を発表した。Vリーグ機構も同様に無期限資格停止処分を科した。2014年12月24日、東京区検察庁は、本人が反省していることなどを理由に、不起訴処分とした。12月26日、日本バレーボール協会は2年間の登録抹消処分を発表した。
2015年1月15日をもって東レ・アローズを退部。

## 所属チーム
- 高岡第一高等学校
- 東海大学
- 東レ・アローズ （2008-2009年）
- つくばユナイテッドSun GAIA （2009-2010年）
- 東レ・アローズ （2010-2015年）